# 亀井千晃

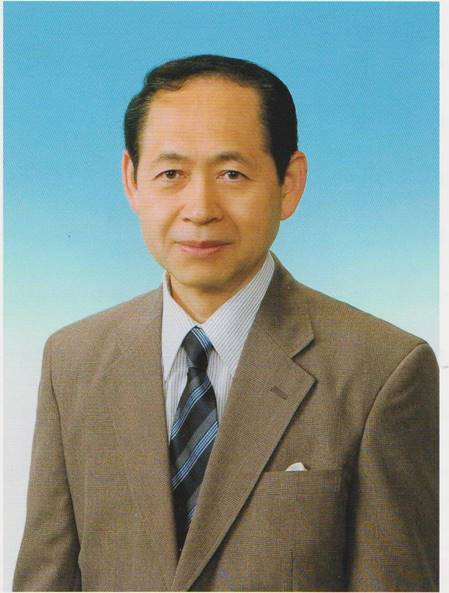

亀井 千晃（かめい ちあき、1945年2月 15日ー ）は、日本の薬理学者。薬学博士。専門は「中枢神経作用薬の薬理」および「抗アレルギー薬の薬理」。岡山大学名誉教授、安田女子大学栄誉教授。大阪府出身。

## 略歴
1945年、京都市左京区岡崎黒谷町で出生。
1968年、大阪薬科大学（現：大阪医科薬科大学）薬学部卒業
1971年、九州大学大学院薬学研究科（現薬学研究院）修士課程修了
　　　　 大日本製薬（現：住友ファーマ）総合研究所研究員
1976年、薬学博士（九州大学）
1978年、岡山大学助教授（薬学部）
1986年、メイヨークリニック研究員（文部省在外研究員）
1994年、岡山大学教授（薬学部）
2001年、岡山大学大学院自然科学研究科生体調節科学専攻長
2004年、岡山大学副薬学部長
2010年、岡山大学名誉教授
2011年、安田女子大学薬学部教授
2014年、安田女子大学大学院薬学研究科長
2020年、安田女子大学栄誉教授

## 研究
- 学習記憶に関する行動薬理ならびに電気生理学的研究[1]
- てんかんの病態解明と新規抗てんかん薬の開発研究[2]
- 睡眠障害モデルの作製と各種睡眠導入薬の影響[3]
- 花粉症モデルの作製と新規抗アレルギー薬の開発[4]
- アトピー皮膚モデルの作製とその応用に関する研究[5]
- アレルギー結膜炎モデルと抗アレルギー薬の効果[6]

## 学会
- 日本薬理学会名誉会員
- 日本眼薬理学会名誉会員
- 日本アレルギー学会功労会員
- 日本神経精神薬理学会功労会員
- 日本ヒスタミン学会幹事

## 参考
- 1. Psychopharmacology, 102(3), 312-318(1990)
- 2. Psychopharmacology, 111(3), 376-382(1993)
- 3. Pharmacology Biochemistry and Behavior, 64(3),513-518(1999)
- 4. Brain Research, 839(1),186-189(1999)
- 5. European Journal of Pharmacology, 539,(1-2) 76-80(2006)
- 6. Archieves internationales de Pharmacodynamie et de Therapie, 249,(1), 164-176(1981)
- 7. Epilepy Research, 30(3), 187-194(1998)
- 8. Brain Research, 887(1) 183-186(2000)
- 9. Epilepsia, 45(4), 309-313(2004)
- 10. Epilepsia, 52(1),140-150(2011)
- 11. European Journal of Pharmacology, 460(2-3) 139-144(2003)
- 12. European Journal of Pharmacology, 504(3), 185-189(2004)
- 13. Brain Research, 1023(1), 121-125(2004)
- 14. Psychopharmacology, 173(1), 203-209(2004)
- 15. Psychopharmacology, 180(3)564-569(2005)
- 16. Immunopharmacology, 48(1)1-7(2000)
- 17. European Journal of Pharmacology, 449(3)2870291(2002)
- 18. Biological and Pharmaceutical Bulletin, 25(2), 256-259(2002)
- 19. International Immunopharmacology, 9(6), 734-738(2009)
- 20. Immunopharmacology and Immunotoxicology, 31(4) 688-693(2009)
- 21. European Journal of Pharmacology, 351(1)1-5(1998)
- 22. British Journal of Deramtology, 149(1), 17-22(2003)
- 23. Clinical & Experimental Allergy,34(3), 456-459(2004)
- 24. European Journal of Pharmacology, 565(1-3), 225-231(2007)
- 25. International Immunopharmacology, 8(13-14)1761-1766(2008)
- 26. European Journal of Pharmacology, 409(3), 313-317(2000)
- 27. European Journal of Pharmacology, 440(1),79-82(2002)
- 28. International Immunopharmacology, (4(1), 101-108(2004)
- 29. Biological and Pharmaceutical Bulettin, 28(3),473-476(2005)
- 30. European Journal of Pharmacoloｇy, 608(1—3)71-75(2009)